# Welgelegen (Heerenveen)
Welgelegen – wiatrak w miejscowości Heerenveen, w gminie Heerenveen, w prowincji Fryzja, w Holandii. Młyn wzniesiono w 1849 r. Był on restaurowany w latach 1950, 1976-77 i 1982. Posiada on trzy piętra, przy czym powstał na pięciopiętrowej bazie. Jego śmigła mają rozpiętość 11,00 m.